# Peggiopsis longa
Peggiopsis longa är en insektsart som beskrevs av Yang och Wu 1993. Peggiopsis longa ingår i släktet Peggiopsis och familjen Derbidae. Inga underarter finns listade i Catalogue of Life.